# Ambolus
Ambolus is een geslacht van kreeftachtigen uit de klasse van de Ostracoda (mosselkreeftjes).

## Soorten
- Ambolus cavallius Hatanaka & Ikeya in Tanaka, Hatanaka & Ikeya, 2011
- Ambolus coniunctus Ikeya, Jellinek & Tsukagoshi, 1998
- Ambolus delicatulus Hatanaka & Ikeya in Tanaka, Hatanaka & Ikeya, 2011
- Ambolus pumilus (Brady, 1866)
- Ambolus stewartus Hatanaka & Ikeya in Tanaka, Hatanaka & Ikeya, 2011
- Ambolus swansoni Hatanaka & Ikeya in Tanaka, Hatanaka & Ikeya, 2011